# Peigner le feu
 (avril 2021).
La mise en forme du texte ne suit pas les recommandations de Wikipédia : il faut le « wikifier ».
Les points d'amélioration suivants sont les cas les plus fréquents :
- Les titres sont pré-formatés par le logiciel. Ils ne sont ni en capitales, ni en gras.
- Le texte ne doit pas être écrit en capitales (les noms de famille non plus), ni en gras, ni en italique, ni en « petit »…
- Le gras n'est utilisé que pour surligner le titre de l'article dans l'introduction, une seule fois.
- L'italique est rarement utilisé : mots en langue étrangère, titres d'œuvres, noms de bateaux, etc.
- Les citations ne sont pas en italique mais en corps de texte normal. Elles sont entourées par des guillemets français : « et ».
- Les listes à puces sont à éviter, des paragraphes rédigés étant largement préférés. Les tableaux sont à réserver à la présentation de données structurées (résultats, etc.).
- Les appels de note de bas de page (petits chiffres en exposant, introduits par l'outil «  Source ») sont à placer entre la fin de phrase et le point final[comme ça].
- Les liens internes (vers d'autres articles de Wikipédia) sont à choisir avec parcimonie. Créez des liens vers des articles approfondissant le sujet. Les termes génériques sans rapport avec le sujet sont à éviter, ainsi que les répétitions de liens vers un même terme.
- Les liens externes sont à placer uniquement dans une section « Liens externes », à la fin de l'article. Ces liens sont à choisir avec parcimonie suivant les règles définies. Si un lien sert de source à l'article, son insertion dans le texte est à faire par les notes de bas de page.
- La présentation des références doit suivre les conventions bibliographiques. Il est recommandé d'utiliser les modèles {{Ouvrage}}, {{Chapitre}}, {{Article}}, {{Lien web}} et/ou {{Bibliographie}}. Le mode d'édition visuel peut mettre en forme automatiquement les références.
- Insérer une infobox (cadre d'informations à droite) n'est pas obligatoire pour parachever la mise en page.

Pour une aide détaillée, merci de consulter Aide:Wikification.
Si vous pensez que ces points ont été résolus, vous pouvez retirer ce bandeau et améliorer la mise en forme d'un autre article.
 (mai 2021).
Peigner le feu est une web-série d'animation québécoise sortie en 2020 et adaptée du livre du même nom (2019, La Courte Échelle) écrit par Jean-Christophe Réhel. Cette série est disponible au Canada via la plateforme numérique de TV5 Québec Canada/Unis.

## Synopsis
Cette série suit la rentrée en secondaire 1 d'un garçon un peu anxieux. Sa nouvelle école est immense, c’est une forêt remplie d’animaux à apprivoiser. Au milieu des cloches, des nouvelles amitiés, des sports, des rires et des pleurs, il doit apprendre à s’adapter à ce nouvel univers à la fois inquiétant et excitant.

## Équipe
- Réalisation : Alexandre Gauthier
- Illustration : Mathieu Potvin
- Animation : Jean-Pierre Demers
- Narration : Antoine Marchand-Gagnon
- Narration : Sarah Laurendeau
- Production déléguée : Émilie Émond
- Production : Isabelle Maréchal

## Prix & distinctions
- Nomination Prix Gémeaux 2021, meilleure série numérique jeunesse.
- Nomination Prix Gémeaux 2021, meilleure réalisation série numérique jeunesse.
- Prix, Meilleure série d'animation, Sydney Web Fest 2021.